# Kochi (Indien)
Kochi (Malayalam കൊച്ചി Kocci [ˈkotʃi] ), früher Cochin [/ˈkoʊtʃɪn/], ist eine Stadt im Bundesstaat Kerala im Süden Indiens, an einem Naturhafen der Malabarküste gelegen. Die Stadt hat rund 600.000 Einwohner (Volkszählung 2011), der Ballungsraum insgesamt rund 2,1 Millionen. Damit ist Kochi die zweitgrößte Stadt Keralas und das Zentrum des größten Ballungsraums des Bundesstaates.

## Geografie

### Geografische Lage
Kochi liegt im Südwesten Indiens an der Küste des Arabischen Meeres, etwa 186 km nördlich von Thiruvananthapuram, der Hauptstadt Keralas, und 361 km südwestlich von Bengaluru. Sie gehört zum Distrikt Ernakulam des Bundesstaats Kerala.

### Stadtgliederung

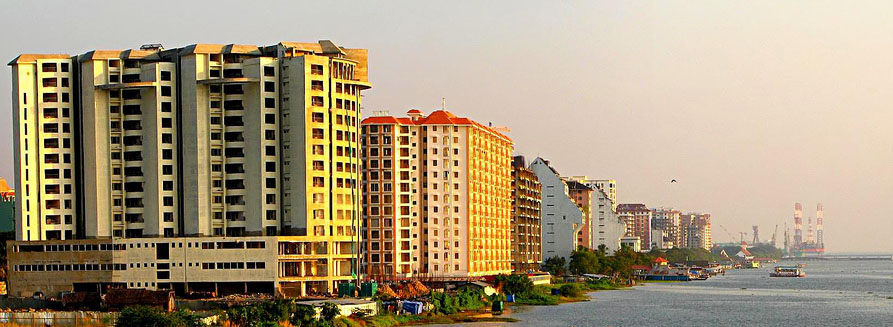
Küstenlinie in Kochi

Das Stadtgebiet erstreckt sich sowohl über das Festland als auch über mehrere der Küste vorgelagerte Inseln und Halbinseln. Die wichtigsten Stadtteile sind Ernakulam auf dem Festland, Fort Kochi, Mattancherry (beide liegen auf einer ebenfalls Fort Kochi genannten Halbinsel), die künstlich geschaffene Insel Willingdon sowie die Inseln Bolghatty, Vallarpadam und Vypeen.

### Klima
Das Klima in Kochi ist tropisch. Die Jahresdurchschnittstemperatur beträgt 27,5 °C. Durch die Lage am Meer schwanken die Temperaturen nur geringfügig. Die Hauptregenzeit dauert während des Südwestmonsuns von Mai bis August, jedoch bringt auch der Nordostmonsun von September bis Dezember recht ergiebige Niederschläge. Die restliche Zeit des Jahres ist es trocken. Die Gesamtniederschlagsmenge eines Jahres beträgt 2949 mm.
|                       | Jan  | Feb  | Mär  | Apr  | Mai   | Jun   | Jul   | Aug   | Sep   | Okt   | Nov   | Dez  |   |         |
| Mittl. Tagesmax. (°C) | 33,5 | 34,1 | 34,5 | 34,2 | 32,2  | 30,6  | 30,0  | 30,1  | 30,1  | 31,1  | 32,0  | 33,1 | ⌀ | 32,1    |
| Mittl. Tagesmin. (°C) | 19,6 | 19,8 | 23,2 | 24,3 | 23,6  | 23,2  | 23,1  | 22,8  | 22,8  | 23,0  | 22,8  | 19,9 | ⌀ | 22,4    |
|                       |      |      |      |      |       |       |       |       |       |       |       |      |   |         |
| Niederschlag (mm)     | 7,0  | 0,5  | 18,9 | 83,6 | 580,2 | 646,6 | 564,8 | 436,8 | 532,4 | 411,8 | 404,7 | 0,6  | Σ | 3.687,9 |
|                       |      |      |      |      |       |       |       |       |       |       |       |      |   |         |
| Regentage (d)         | 1,8  | 1,5  | 3,3  | 9,9  | 15,8  | 25,7  | 28,7  | 24,8  | 20,7  | 18,8  | 9     | 5,3  | Σ | 165,3   |

| 19,6 |

| 19,8 |

| 23,2 |

| 24,3 |

| 23,6 |

| 23,2 |

| 23,1 |

| 22,8 |

| 22,8 |

| 23,0 |

| 22,8 |

| 19,9 |

| 19,6 |

| 19,8 |

| 23,2 |

| 24,3 |

| 23,6 |

| 23,2 |

| 23,1 |

| 22,8 |

| 22,8 |

| 23,0 |

| 22,8 |

| 19,9 |

## Geschichte
Der Aufstieg Kochis begann mit der Zerstörung des Hafens der etwa 38 km entfernten antiken Stadt Muziris (heute Kodungallur) durch eine Flutkatastrophe im Jahre 1341. Eben jene Flut schuf jedoch auch das Hafenbecken von Kochi. Fortan entwickelte sich die Stadt zum bedeutendsten Hafen an der indischen Westküste für den Gewürzhandel mit China und dem Nahen Osten.

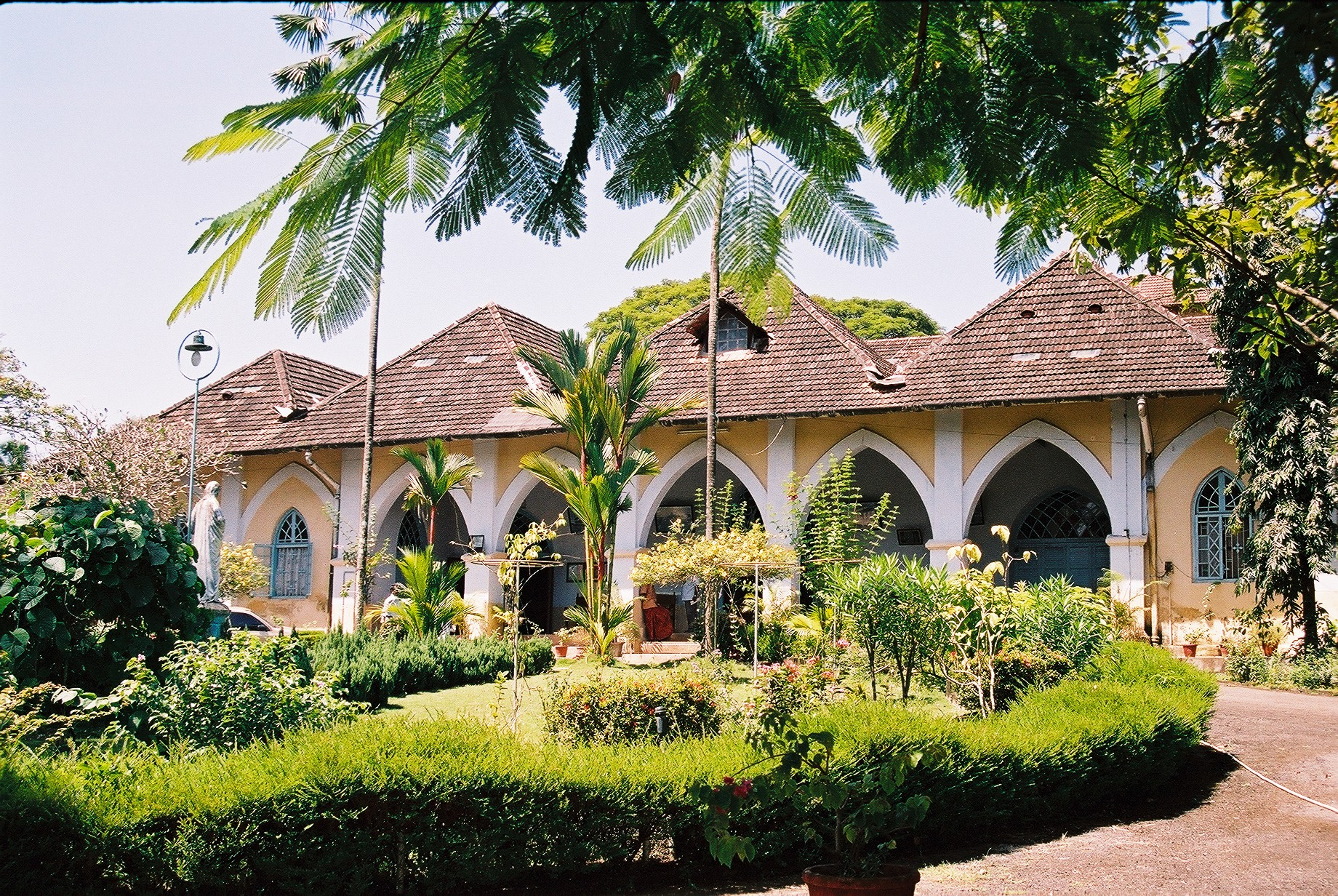
Indo-Portugiesisches Museum in Kochi

1500, zwei Jahre nach der Ankunft des portugiesischen Seefahrers Vasco da Gama in Calicut (dem heutigen Kozhikode), landete dessen Landsmann Pedro Álvares Cabral in der Lagune von Kochi. 1502 gründeten die Portugiesen hier ihre erste Handelsniederlassung und die Stadt wurde zum ersten Verbündeten der Portugiesen in Indien, obwohl die Stadt bis dahin Vasall von Calicut war.
1503 wurde die Stadt daraufhin durch die Armee des Samorin von Calicut erobert und niedergebrannt. Die Bevölkerung und der Raja der Stadt flohen auf die der Stadt vorgelagerte Insel Vypin bis sie durch die neu eintreffende Flotte unter Afonso de Albuquerque entsetzt wurden. 1503 errichteten die Portugiesen mit Fort Emmanuel zum Schutz der Stadt die erste europäische Festung auf dem indischen Subkontinent.
1504 überstanden Stadt und Festung unter dem Kommando von Duarte Pacheco Pereira eine Belagerung durch die Armee aus Calicut, welche rund 50 000 Soldaten, 300 Kriegselefanten und 200 Schiffe umfasst haben soll und brachen damit die Macht Calicuts.
Vasco da Gama starb 1524 in Kochi und wurde dort auch begraben, bis seine sterblichen Überreste 1539 nach Lissabon überführt wurden. Im Laufe der portugiesischen Kolonialherrschaft wurden die einheimischen Herrscher immer mehr entmachtet und letztendlich zu Vasallen der Europäer gemacht. Kochi wurde zu einem wichtigen Handelsstützpunkt in Portugiesisch-Indien und wurde regelmäßig von den portugiesischen Handelsflotten angelaufen. Das Indo-Portugiesische Museum in der Bishop-Kureethara-Road führt die Besucher zurück in diese Kolonialzeit.

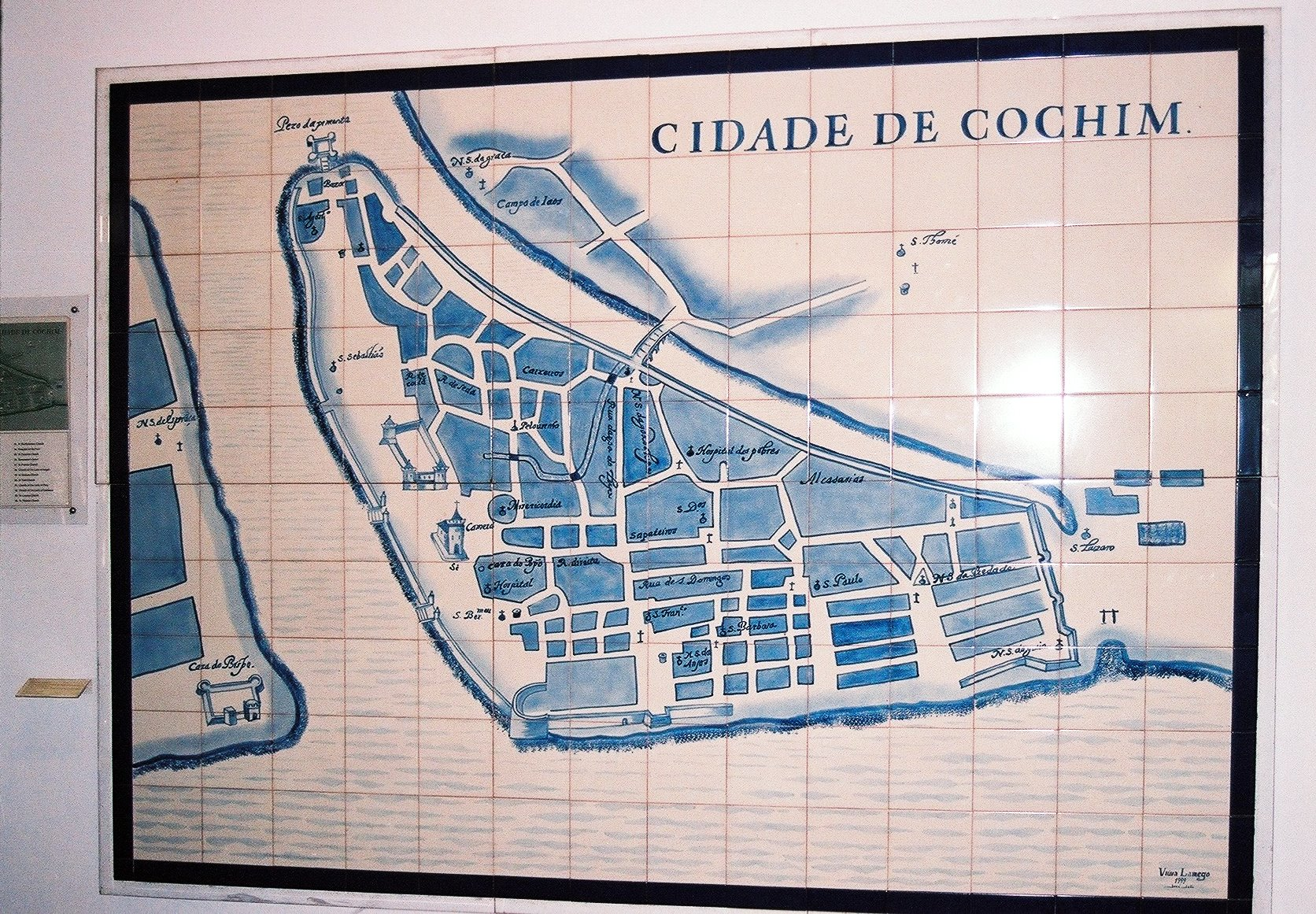
Historischer Stadtplan der 'Cidade de Cochim'

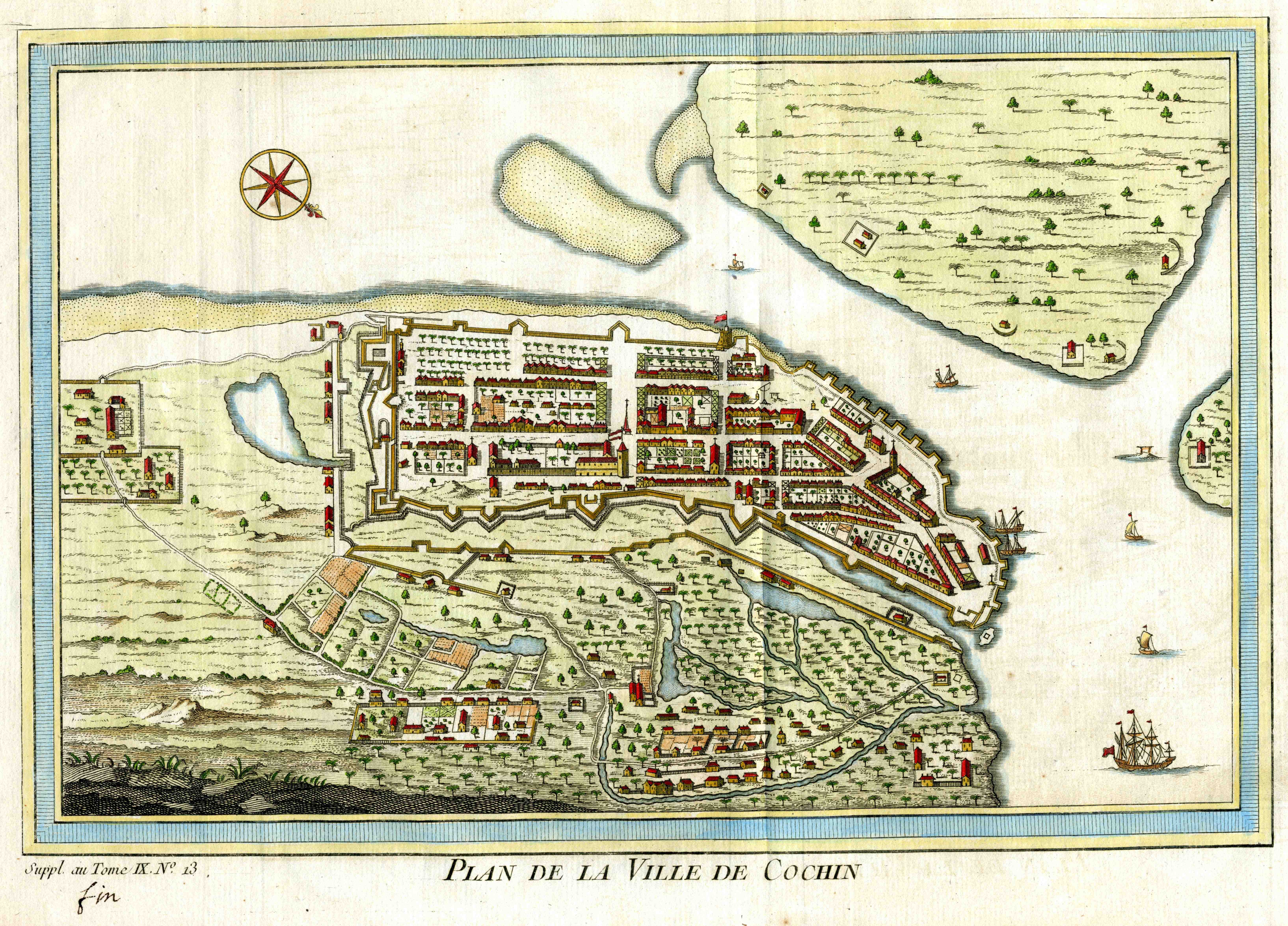
Französische Karte Cochins aus dem Jahr 1761

Ab 1653 machten die Niederländer den Portugiesen ernsthafte Konkurrenz und eroberten die Stadt schließlich im Jahre 1663. Unter den neuen Herrschern begann die Blütezeit Kochis. Das weitreichende Handelsnetzwerk der Niederländischen Ostindien-Kompanie trug maßgeblich zum wirtschaftlichen Aufschwung bei.
1776 wurde Kochi vom südindischen Feldherrn Hyder Ali, später erneut von seinem Sohn Tipu Sultan verwüstet. Unter Letzterem kam die Stadt vorübergehend zu Mysore.
1790 geriet Kochi unter britischen Einfluss. Durch den Englisch-Niederländischen Vertrag von 1814 wurde es der Madras Presidency angegliedert und damit endgültig ein Bestandteil des britischen Kolonialreiches. Die Briten schütteten in den 1920er Jahren Willingdon Island auf, um den Hafen für die Ozeanschifffahrt zu erweitern.
Von 1947 bis zur Eingliederung in den nach Sprachgrenzen neu geschaffenen Bundesstaat Kerala 1956 war Kochi Hauptstadt des Unionsstaates Cochin, wie auch die Stadt selbst damals noch offiziell hieß. 1996 erhielt sie einen Namen in Malayalam und heißt seitdem Kochi.
Am 30. Juli 1998 kamen am Flughafen beim Alliance-Air-Flug 503 einer HAL/Dornier 228-201 neun Menschen ums Leben.
Am 6. März 2023 wird über einen tagelangen Brand auf der Brahmapuram-Mülldeponie am Stadtrand (mit Müllverbrennungsanlage ?) berichtet.

## Etymologie
Die Herkunft des Namens „Kochi“ ist nicht eindeutig geklärt, die gängigste Theorie ist aber, dass sich der Name von „kochazhi“ herleitet, was auf Malayalam „kleine Lagune“ bedeutet. Andere Theorien besagen, dass die Stadt ihren Namen chinesischen Kaufleuten verdanke oder dass der Name von „kaci“ (Malayalam: „Hafen“) komme.

## Kultur

### Religion

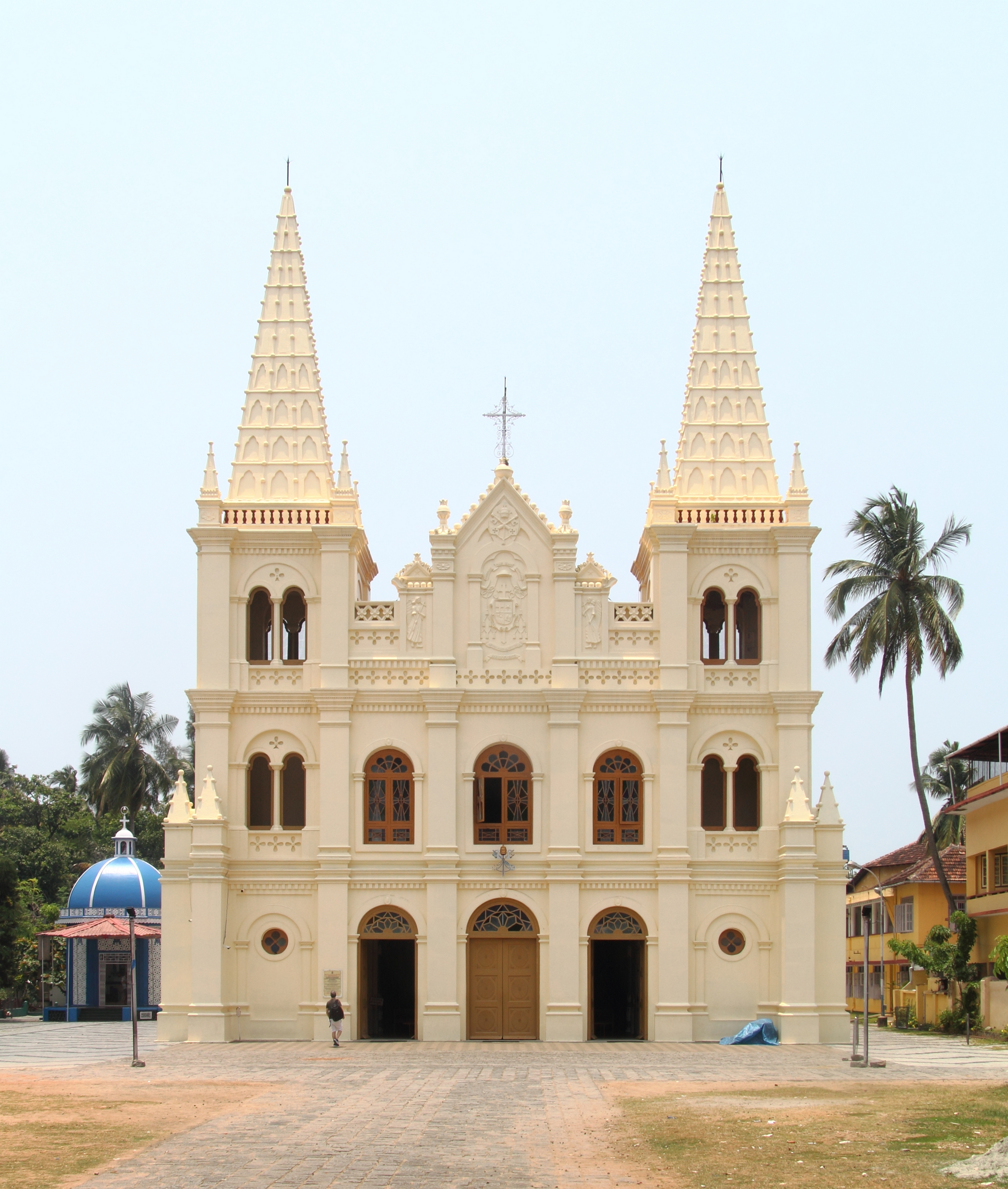
Katholische Santa-Cruz-Basilika

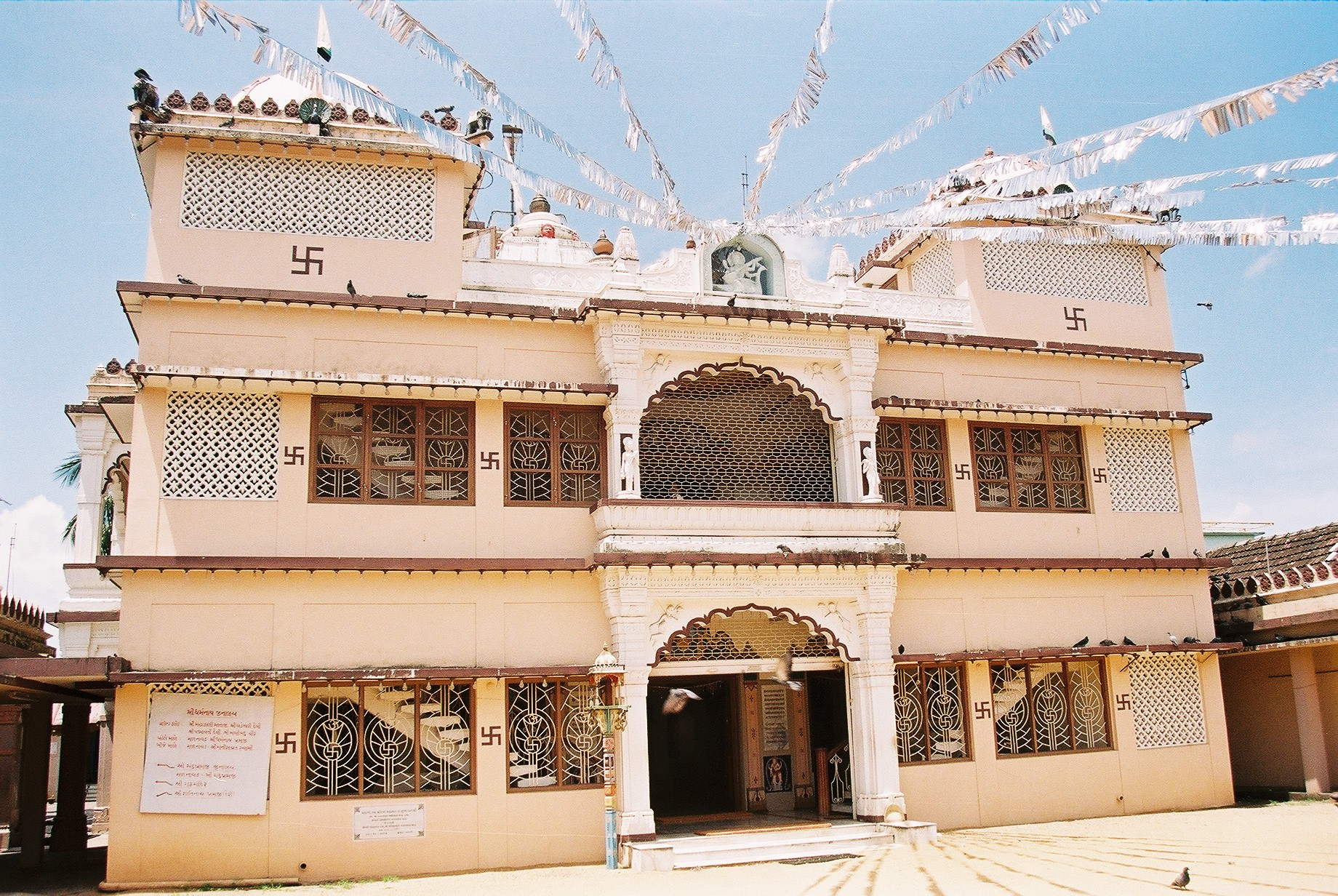
Jain-Tempel in Kochi

Die Bevölkerung ist überwiegend hinduistisch, es leben aber auch viele Christen (Katholiken, Thomaschristen und Protestanten) und Muslime, in geringerem Umfang auch Jains und Sikhs in der Stadt. Berühmt ist die jüdische Gemeinde der Stadt, die aber durch die starke Auswanderung nach Israel nur noch einige wenige Mitglieder hat (siehe Cochin-Juden).
Kochi ist Sitz des römisch-katholischen Bistums Cochin.

### Sprachen
Die wichtigste Umgangssprache ist Malayalam. Englisch wird von vielen verstanden und gesprochen. Daneben gibt es Sprecher des Tamil und vieler weiterer, vor allem dravidischer, Sprachen.

### Sehenswürdigkeiten
Fort Kochi:

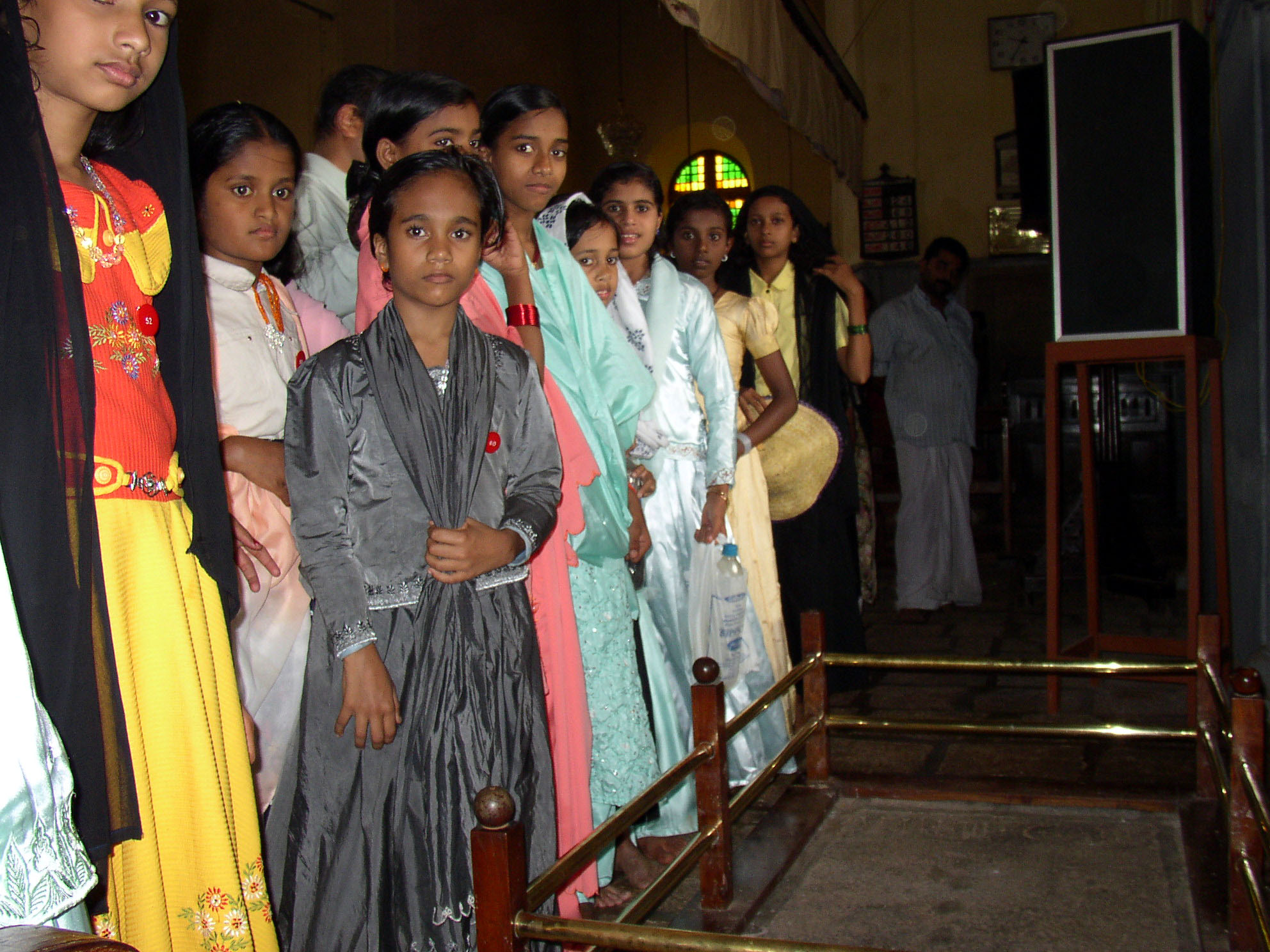
Indische Schülerinnen am Grab Vasco da Gamas in der Franziskanerkirche in Kochi

Die Franziskanerkirche (St. Francis Church) ist die älteste von Europäern erbaute Kirche Indiens. Sie wurde 1503 aus Holz errichtet, Mitte des 16. Jahrhunderts aber als Steinbau erneuert. Hier wurde 1524 auch Vasco da Gama beigesetzt. Sein Grabstein ist noch heute dort zu sehen, obwohl seine Gebeine 1539 nach Lissabon überführt wurden.
Neueren Datums ist die Santa-Cruz-Basilika, 1902 ebenfalls als katholische Kirche erbaut und Kathedrale des Bistums Cochin.
An der Nordspitze der Halbinsel Fort Kochi befinden sich die berühmten Chinesischen Fischernetze. Sie sollen schon im 13. Jahrhundert durch chinesische Kaufleute vom Hofe Kublai Khans eingeführt worden sein. Die schweren Holzkonstruktionen, an denen Netze hängen, werden vor allem bei Hochwasser genutzt. Zu ihrer Handhabung werden mindestens vier Männer benötigt.
Mattancherry:
In diesem Stadtteil liegt der in der Mitte des 16. Jahrhunderts von den Portugiesen erbaute Mattancherry-Palast, der dem damaligen Raja von Cochin als Geschenk übergeben wurde. Im Gegenzug gewährte dieser den Portugiesen weitreichende Handelsprivilegien. Der Palast ist um einen Hindu-Tempel angelegt. Die Holländer renovierten und erweiterten den Bau im 17. Jahrhundert, weshalb er auch als Holländischer Palast (Dutch Palace) bekannt ist. In Mattancherrys jüdischem Viertel steht die 1568 errichtete Synagoge, die 1662 zwar teilweise von den Portugiesen zerstört wurde, zwei Jahre später aber von den toleranteren Niederländern wiederaufgebaut wurde. Das Innere ist teils mit chinesischen Fußbodenkacheln ausgeschmückt.
Bolghatty Island:
Hauptsehenswürdigkeit der Insel ist der niederländische Bolghatty-Palast von 1744. Verwirrenderweise wird er genau wie der Mattancherry-Palast oft auch als Holländischer Palast (Dutch Palace) bezeichnet.
Vypeen Island:

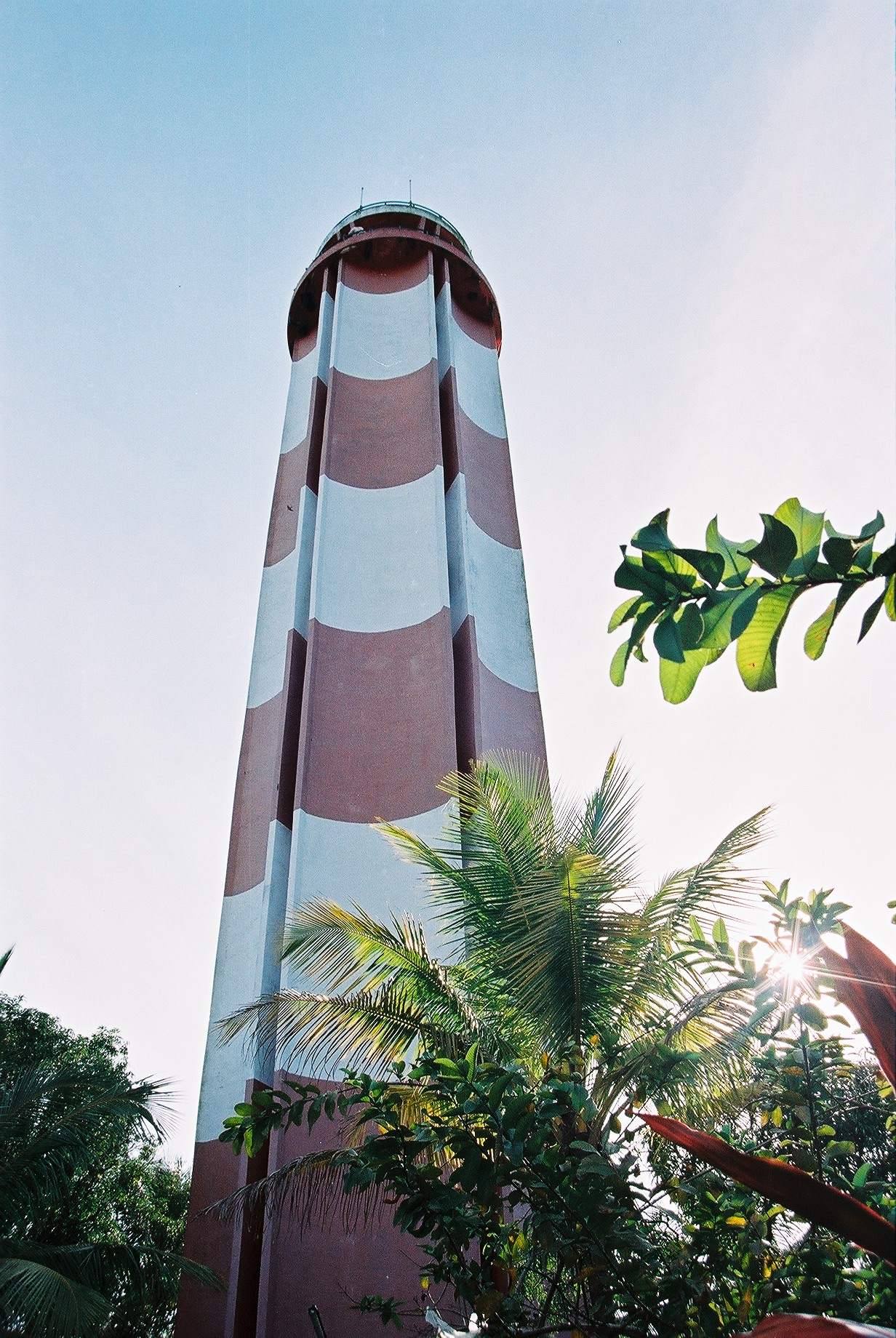
Leuchtturm Kochi auf der Halbinsel Vypeen

Hier erhebt sich die portugiesische Festung Palliport aus dem 16. Jahrhundert. Auf der Halbinsel Vypeen, zu der eine stetige Fährverbindung von Kochi besteht, befindet sich zudem der Leuchtturm von Kochi.
Kerala Folklore Museum:
Das Kerala Folklore Museum ist eine privat betriebene Kultureinrichtung zur Dokumentation südindischer Architektur, Kunst, Kunsthandwerk und Theater.

### Kochi in der Literatur
Der Roman Des Mauren letzter Seufzer von Salman Rushdie spielt zu großen Teilen in Kochi.

### Bildende Kunst
Seit 2012 besteht die Kochi-Muziris Biennale, die sich rasch als eine der bedeutendsten Veranstaltungen der Bildenden Kunst in ganz Indien etablieren konnte.

## Wirtschaft und Verkehr

### Wirtschaft

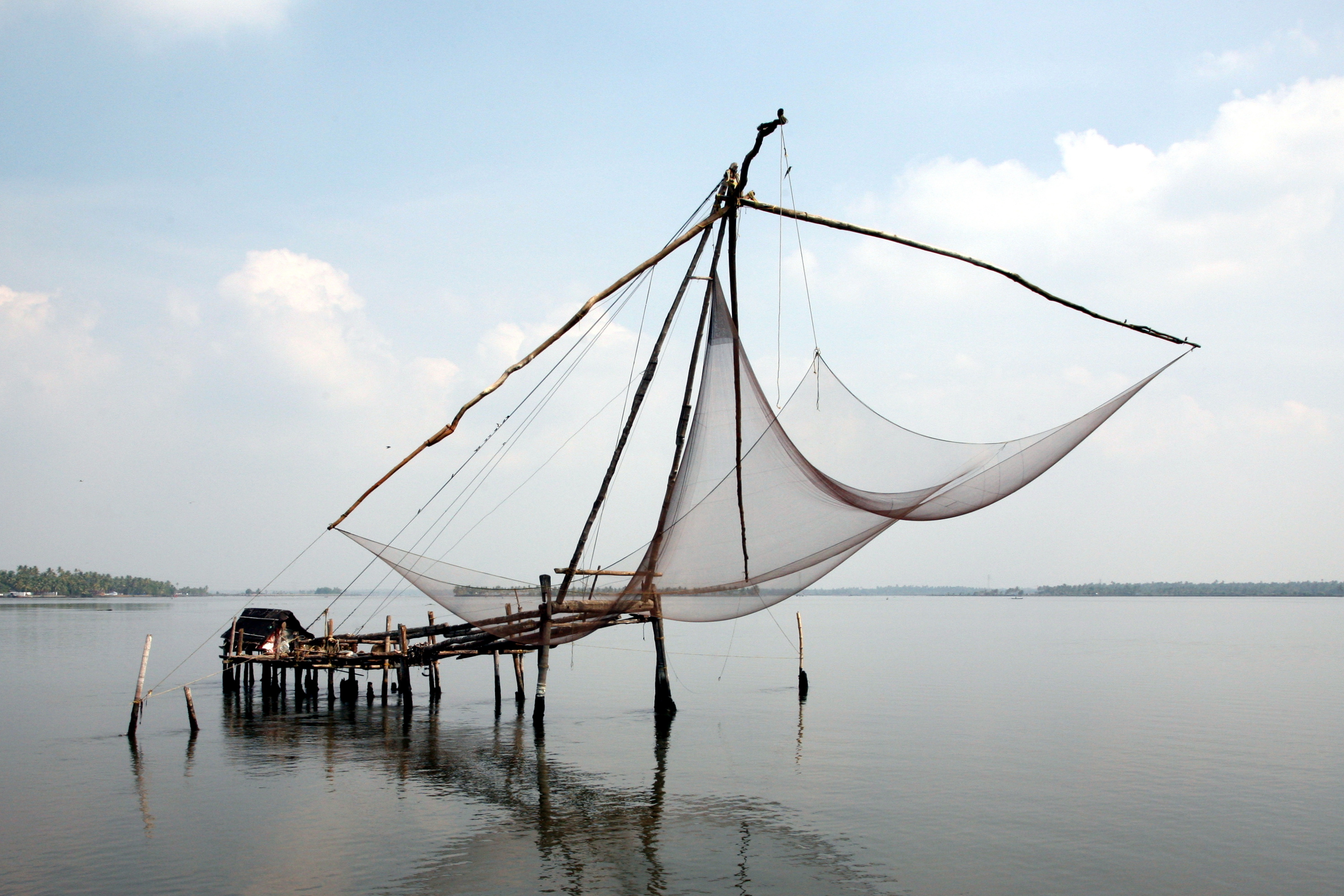
Chinesische Fischernetze nahe Kochi

Die wichtigsten Wirtschaftszweige der Stadt sind Textilindustrie, Schiffbau, Holzwirtschaft, Fischfang und die Verarbeitung von Kokosnüssen. Der Tourismus spielt eine zunehmend wichtige Rolle. Von großer Bedeutung ist auch die Ausfuhrwirtschaft. Auf Willingdon Island befinden sich umfangreiche Hafenanlagen, die Kochi zur bedeutendsten Hafenstadt Keralas machen. In der Stadt gibt es außerdem einen Stützpunkt der indischen Marine. Die Regierung der Vereinigten Arabischen Emirate (VAE) ist Auftraggeber zur Errichtung des Technologieparks SmartCity Kochi. Kochi ist Firmensitz von Joyalukkas.

### Start-up Village Kochi
Das Start-up Village Kochi wurde im April 2012 gegründet. Ziel war es, in den nächsten zehn Jahren 1000 Technologie-Start-up-Unternehmen zu gründen und darunter mindestens ein Milliarden-Dollar-Unternehmen in Indien zu entwickeln. Das Hauptaugenmerk liegt auf Studenten-Start-ups und Innovationen im Bereich der Telekommunikation. Es ist Indiens erster Inkubator, der aus öffentlichen und privaten Mitteln gemeinsam finanziert wird. Seit Oktober 2013 hat das Start-up Village Kochi 450 Start-ups durch die Kombination von Inkubation und virtueller Inkubation unterstützt. Das Startup Village hat eine ähnliche Inkubationsanlage in Visakhapatnam, Andhra Pradesh, mit dem Namen Sunrise Start-up Village eingerichtet. Das Datenanalyseunternehmen Unihalt ist das erste finanziell nachhaltige Start-up, das von Start-up Village Kochi unterstützt wurde.

### Infrastruktur
Das wichtigste Verkehrsmittel zwischen den Inseln und Halbinseln sind Fähren. Willingdon Island ist jedoch über die Venduruthy Bridge mit Ernakulam und über die Palluruth Bridge mit der Halbinsel Fort Kochi verbunden. Von Ernakulam besteht eine gute Eisenbahnanbindung an den Rest des Landes. Es gibt zwei Bahnhöfe in Ernakulam: Ernakulam Junction und Ernakulam Town. Für Güterzüge besteht auch ein Anschluss zum Bahnhof Cochin Harbour auf Willingdon Island. Knapp 30 km außerhalb der Stadt befindet sich der internationale Flughafen Kochi. Mit dem Bau einer Stadtbahn (Metro) wurde 2012 begonnen. Diese ist seit 17. Juli 2017 in Betrieb und wird weiter ausgebaut.

## Söhne und Töchter der Stadt
- Sugith Varughese (* 1958), kanadischer Schauspieler, Drehbuchautor und Synchronsprecher
- Aromar Revi (* 1961), Klimawissenschaftler und Autor
- Gim (* 1981), deutsche Sängerin indischer Herkunft
- Asin Thottumkal (* 1985), Schauspielerin